# IC 4730
IC 4730 ist eine linsenförmige Galaxie vom Hubble-Typ SB0/a im Sternbild Pfau am Südsternhimmel. Sie ist schätzungsweise 195 Millionen Lichtjahre von der Milchstraße entfernt und hat einen Durchmesser von etwa 80.000 Lichtjahren. 

Im selben Himmelsareal befinden sich u. a. die Galaxien IC 4726, IC 4727, IC 4731, IC 4735.
Das Objekt wurde am 20. Juli 1901 vom US-amerikanischen Astronomen DeLisle Stewart entdeckt.